# گیرمو راگاتسونه
گیرمو راگاتسونه (اسپانیایی: Guillermo Ragazzone‎؛ زادهٔ ۵ ژانویهٔ ۱۹۵۶) بازیکن فوتبال اهل السالوادور بود.
وی همچنین در تیم ملی فوتبال السالوادور بازی کرده است.